# Marcjanna Fornalska

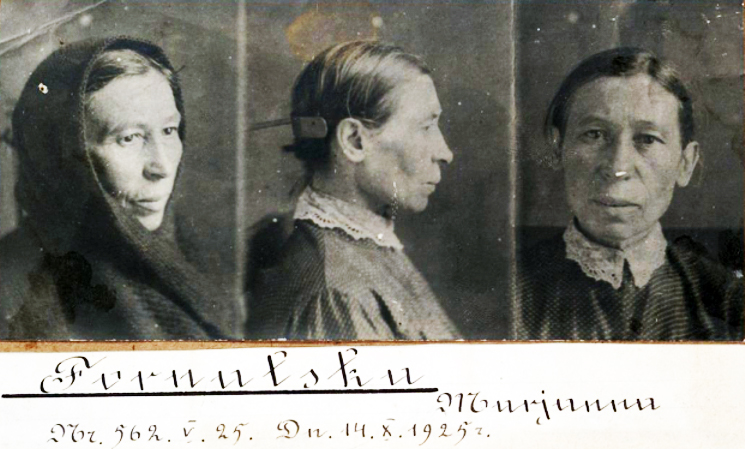
Marcjanna Fornalska po aresztowaniu przez Policję Państwową za działalność komunistyczną

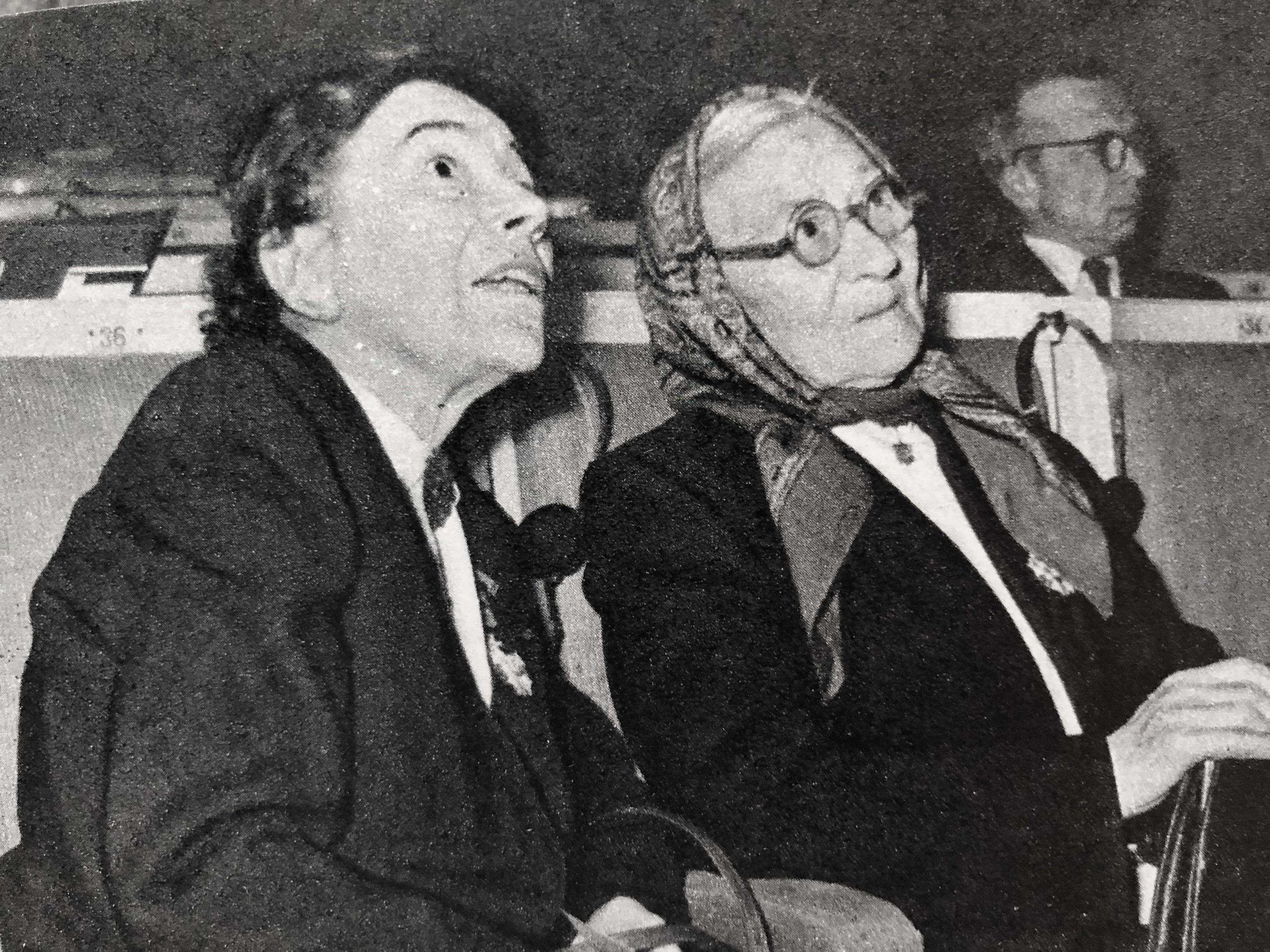
Felicja i Marcjanna Fornalskie na III Zjeździe PZPR, Warszawa 1959

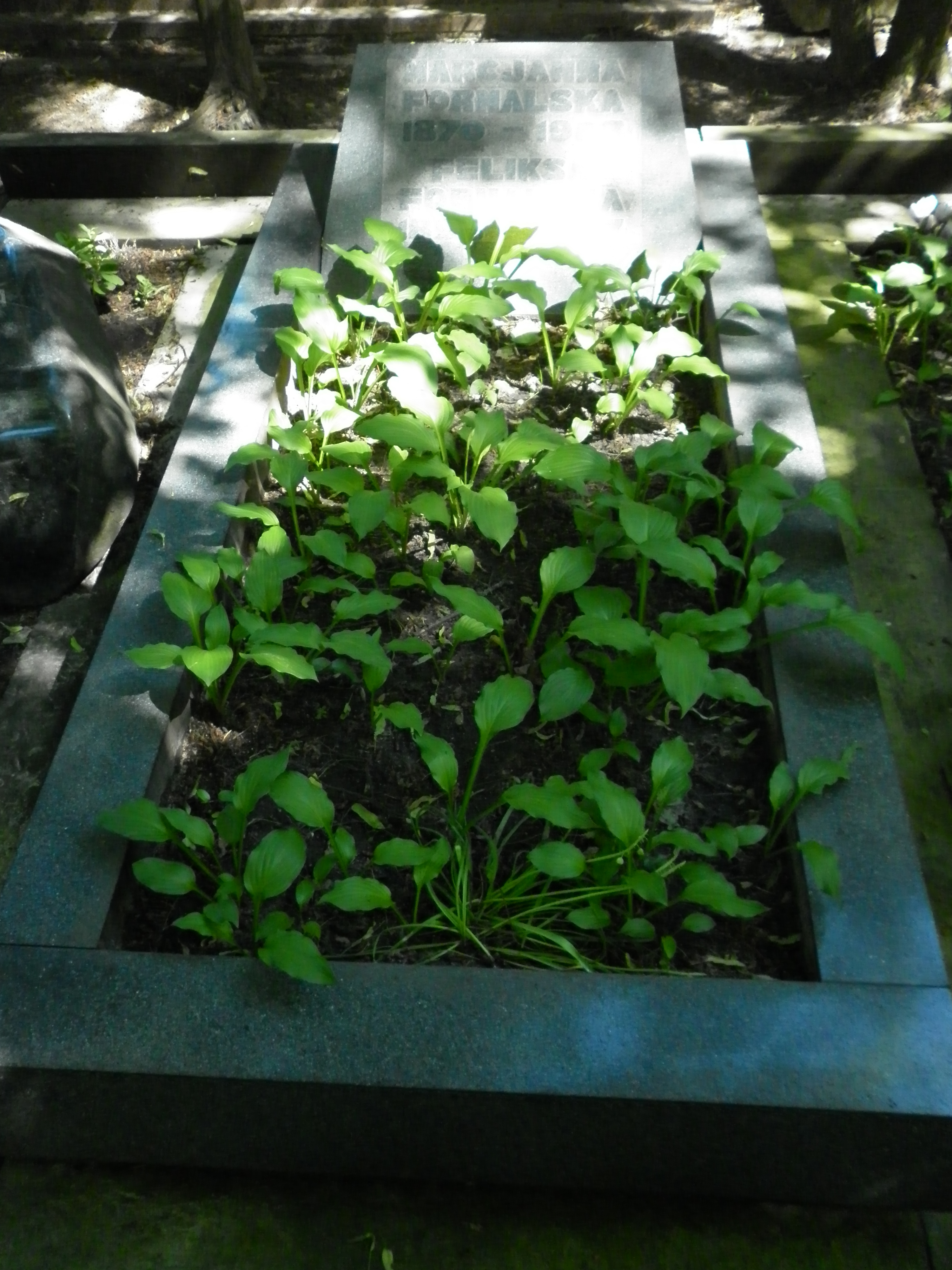
Grób Marcjanny Fornalskiej na Cmentarzu Wojskowym na Powązkach

Marcjanna Fornalska, ps. „Babcia” (ur. 2 stycznia 1870 w Łopienniku Lackim, zm. 25 grudnia 1963 w Warszawie) – polska działaczka ruchu robotniczego.

## Życiorys
Jedna z trzynaściorga dzieci Aleksandra Starzyńskiego, pochodziła z rodziny chłopskiej. Nie chodziła do szkoły, była samoukiem. Od 1910 mieszkała w Lublinie, a od 1913 w Krasnymstawie. Po wybuchu I wojny światowej latem 1914 ewakuowana w głąb Rosji, do Carycyna. W 1918 wstąpiła do SDKPiL. Od jesieni 1918 w Saratowie, gdzie w styczniu 1919 zmarł jej mąż.
W 1919 wróciła do kraju i wstąpiła do Komunistycznej Partii Robotniczej Polski. W 1921 aresztowana i do 1922 więziona na Zamku w Lublinie. W roku 1923 przez zieloną granicę przedostała się do ZSRR wraz z synem Stanisławem i zamieszkała w Mińsku. W latach 1923–1926 wychowawczyni w polskim Domu Dziecka w Mińsku, a w latach 1926–1932 pracownica polskojęzycznej drukarni partyjnej. W 1932 przeniosła się do Moskwy, by opiekować się urodzoną tam wówczas wnuczką Aleksandrą. W okresie „wielkiego terroru”, poczynając od grudnia 1936, jej przebywające w ZSRR dzieci: Aleksander, Leon, Stanisław i Feliksa zostały aresztowane przez NKWD, przeżyła osadzona w łagrze Feliksa. Marcjannę usunięto z WKP(b) i wyrzucono wraz z wnuczką z mieszkania w Hotelu Lux. W latach 1940–1941 mieszkała w Białymstoku z córką Małgorzatą, od marca 1941 również z Bolesławem Bierutem, a po ataku Niemiec na ZSRR 22 czerwca 1941 została ewakuowana do obwodu saratowskiego, gdzie pracowała w kołchozie i w domu dziecka. Latem 1944 wróciła do kraju i wstąpiła w Lublinie do PPR, od 1945 mieszkała w Warszawie. Od 1948 w PZPR. Odznaczona Orderem Sztandaru Pracy I klasy (5 marca 1954).
Autorka Pamiętnika matki dziesięciokrotnie wydawanego (od 1960) i tłumaczonego na języki: rosyjski, bułgarski, niemiecki, węgierski, łotewski, czeski i słowacki.
Pochowana z honorami wojskowymi i partyjnymi 28 grudnia 1963 w Alei Zasłużonych na Wojskowych Powązkach w Warszawie (kwatera A25-tuje-2/3). W imieniu kierownictwa PZPR w pogrzebie udział wzięli m.in. członkowie Biura Politycznego KC PZPR Edward Ochab i Zenon Kliszko. Przemówienia pożegnalne wygłosili: sekretarz KC PZPR Witold Jarosiński w imieniu władz partyjnych, Jan Maria Gisges w imieniu środowiska literackiego oraz gen. bryg. Leszek Krzemień w imieniu współtowarzyszy działalności w ruchu robotniczym.

## Życie prywatne
W 1890 r. wyszła za mąż za Antoniego Fornalskiego, któremu urodziła sześcioro dzieci: Franciszka (1891–1944?), Feliksę (1893–1987), Leona (1896–?), Aleksandra (1899–1937), Małgorzatę (1902–1944) i Stanisława (1909–?). Leon, Aleksander, Stanisław i Feliksa zostali w czasie „wielkiego terroru” aresztowani przez NKWD. Przeżyła osadzona w łagrze Feliksa, synowie zostali zrehabilitowani w 1956. Małgorzata została 14 listopada 1943 aresztowana przez Gestapo i 26 lipca 1944 rozstrzelana w ruinach getta warszawskiego. Franciszek Fornalski został w 1944 aresztowany przez Gestapo i zamordowany w obozie koncentracyjnym KL Gross-Rosen. Wnuczką Marcjanny jest Aleksandra Jasińska-Kania, córka Małgorzaty Fornalskiej i Bolesława Bieruta.